# Sternenfänger
Sternenfänger – serial, który był emitowany w 2002 r. w telewizji Das Erste. 

## Fabuła
Większość akcji serialu rozgrywa się w miejscowości Überlingen nad jeziorem Bodeńskim. Paula (Nora Tschirner), której rodzice zginęli w wypadku samochodowym, wychowuje się u przybranych rodziców i ich syna Nico (Jochen Schropp) i pracuje tam budując statki. Paula i Nico są najlepszymi przyjaciółmi, także Fred Benz (Oliver Pocher) należy do ich kręgu przyjaciół. Nico ratuje Paulę, która miała wypadek nad jeziorem i w szpitalu poznaje Valery (Florentine Lahme), która niedawno przeprowadziła się do Überlingen z Berlina. Zakochuje się. Odtąd Paula uświadamia sobie, że odczuwa coś więcej niż tylko przyjaźń. On jednak spotyka się z zarozumiałą Valery, co bardzo rani Paulę. Valery, która z powodu nowej pracy matki, jako dyrektorki teatru, musiała opuścić Berlin. Marzy ona o karierze aktorki, pomimo to w ogóle nie interesuje się pracą swojej matki w teatrze. Po swojej nieudanej aplikacji do szkoły teatralnej w Monachium, obwinia za porażkę swojego chłopaka - Nico. Następnie Valery odkrywa w sobie talent scenarzysty. Podczas gdy Valery i Nico mają trudności w związku, Paula odczuwa potrzebę wyjawienia swoich uczuć Nico. Szuka oparcia i rady u Freda, który jeszcze nie miał doświadczenia z kobietami. Także Fred ma marzenie - zostać moderatorem lokalnego radia „Freestyle”. Gdy dochodzi do rozpadu związku pomiędzy Nico i Valery, Nico i Paula stają się sobie bliżsi. Oboje boją się, że może to doprowadzić do zniszczenia ich przyjaźni i nie będzie tak jak kiedyś. Nico czuje się rozdarty ponieważ nadal podświadomie kocha Valery i odkrywa w sobie silne uczucie do Pauli.